# 寄居町
寄居町（よりいまち）は、埼玉県の北西部に位置し、大里郡に属する町。同郡唯一の自治体である。

## 地理
埼玉県の北西部、東京都心から70km圏に位置している。荒川の中流域、長瀞のすぐ下流に位置し、その左岸に街が発達する。古く秩父往還の街道筋にあり、宿場町として栄えた。また、中心市街地の対岸には、かつて鉢形城があり、その城下町でもあった。
荒川は秩父山地に発して、寄居で関東平野に注ぐ。寄居から山よりは、外秩父と上武山地に挟まれた渓谷となっており、寄居は古くから地の利を生かした要害であった。現在でも、国道140号・国道254号及びJR八高線・東武東上線・秩父鉄道が接続する交通の要衝地となっている。
また、1985年（昭和60年）に環境庁（現在の環境省）から「風布川（ふうぷがわ）・日本水（やまとみず）」が名水百選、1995年（平成7年）には国土庁（現在の国土交通省）から町全域が水の郷百選、林野庁からは「日本水の森」が水源の森百選、2006年（平成18年）には鉢形城が財団法人日本城郭協会から日本100名城の認定を受けているなど、豊かな自然と歴史を有する町でもある。

### 気候
| 寄居（1991年 - 2020年）の気候      | 寄居（1991年 - 2020年）の気候 | 寄居（1991年 - 2020年）の気候 | 寄居（1991年 - 2020年）の気候 | 寄居（1991年 - 2020年）の気候 | 寄居（1991年 - 2020年）の気候 | 寄居（1991年 - 2020年）の気候 | 寄居（1991年 - 2020年）の気候 | 寄居（1991年 - 2020年）の気候 | 寄居（1991年 - 2020年）の気候 | 寄居（1991年 - 2020年）の気候 | 寄居（1991年 - 2020年）の気候 | 寄居（1991年 - 2020年）の気候 | 寄居（1991年 - 2020年）の気候 |
| 月                                 | 1月                           | 2月                           | 3月                           | 4月                           | 5月                           | 6月                           | 7月                           | 8月                           | 9月                           | 10月                          | 11月                          | 12月                          | 年                            |
| ---------------------------------- | ----------------------------- | ----------------------------- | ----------------------------- | ----------------------------- | ----------------------------- | ----------------------------- | ----------------------------- | ----------------------------- | ----------------------------- | ----------------------------- | ----------------------------- | ----------------------------- | ----------------------------- |
| 最高気温記録 °C （°F）             | 19.9 (67.8)                   | 24.1 (75.4)                   | 27.1 (80.8)                   | 32.3 (90.1)                   | 35.6 (96.1)                   | 39.8 (103.6)                  | 39.9 (103.8)                  | 39.5 (103.1)                  | 38.4 (101.1)                  | 33.0 (91.4)                   | 26.8 (80.2)                   | 25.6 (78.1)                   | 39.9 (103.8)                  |
| 平均最高気温 °C （°F）             | 9.3 (48.7)                    | 10.1 (50.2)                   | 13.6 (56.5)                   | 19.4 (66.9)                   | 24.1 (75.4)                   | 26.5 (79.7)                   | 30.3 (86.5)                   | 31.7 (89.1)                   | 27.2 (81)                     | 21.6 (70.9)                   | 16.4 (61.5)                   | 11.7 (53.1)                   | 20.2 (68.4)                   |
| 日平均気温 °C （°F）               | 3.1 (37.6)                    | 4.0 (39.2)                    | 7.4 (45.3)                    | 12.8 (55)                     | 17.7 (63.9)                   | 21.2 (70.2)                   | 25.0 (77)                     | 26.0 (78.8)                   | 22.1 (71.8)                   | 16.3 (61.3)                   | 10.4 (50.7)                   | 5.3 (41.5)                    | 14.3 (57.7)                   |
| 平均最低気温 °C （°F）             | −2.2 (28)                     | −1.4 (29.5)                   | 1.8 (35.2)                    | 6.9 (44.4)                    | 12.3 (54.1)                   | 17.0 (62.6)                   | 21.2 (70.2)                   | 22.1 (71.8)                   | 18.4 (65.1)                   | 12.3 (54.1)                   | 5.6 (42.1)                    | 0.1 (32.2)                    | 9.5 (49.1)                    |
| 最低気温記録 °C （°F）             | −9.2 (15.4)                   | −8.2 (17.2)                   | −6.1 (21)                     | −3.1 (26.4)                   | 2.2 (36)                      | 7.1 (44.8)                    | 14.3 (57.7)                   | 14.5 (58.1)                   | 7.7 (45.9)                    | 2.5 (36.5)                    | −3.3 (26.1)                   | −8.2 (17.2)                   | −9.2 (15.4)                   |
| 降水量 mm （inch）                 | 36.1 (1.421)                  | 28.9 (1.138)                  | 61.2 (2.409)                  | 84.9 (3.343)                  | 110.2 (4.339)                 | 160.1 (6.303)                 | 179.4 (7.063)                 | 174.3 (6.862)                 | 210.3 (8.28)                  | 185.7 (7.311)                 | 45.0 (1.772)                  | 28.3 (1.114)                  | 1,304.4 (51.354)              |
| 平均降水日数 （≥1.0 mm）           | 3.5                           | 3.9                           | 7.7                           | 8.2                           | 9.6                           | 12.7                          | 13.0                          | 10.1                          | 11.7                          | 9.2                           | 5.1                           | 3.5                           | 98.1                          |
| 平均月間日照時間                   | 210.0                         | 194.2                         | 201.9                         | 190.6                         | 181.5                         | 129.0                         | 144.1                         | 164.6                         | 128.5                         | 141.6                         | 168.4                         | 196.5                         | 2,059                         |
| 出典1：Japan Meteorological Agency |                               |                               |                               |                               |                               |                               |                               |                               |                               |                               |                               |                               |                               |
| 出典2：気象庁                      |                               |                               |                               |                               |                               |                               |                               |                               |                               |                               |                               |                               |                               |

## 歴史
- 古代から近世にかけての寄居町域は武蔵国榛沢郡、男衾郡に属し、一部の地域は秩父郡に属していた。
- 1889年（明治22年）4月1日 - 町村制施行に伴い、榛沢郡寄居町・藤田村・末野村の区域をもって寄居町が成立。
- 1896年（明治29年）3月29日 - 榛沢郡が廃止され、大里郡になる。
- 1931年（昭和6年）9月21日 - 西埼玉地震発生。
- 1943年（昭和18年）9月8日 - 桜沢村および秩父郡白鳥村の一部を編入する。
- 1953年（昭和28年）8月31日 - 埼玉県寄居保健所が開設される。
- 1955年（昭和30年）2月11日 - 折原村・鉢形村・男衾村・用土村と合併し、新たに寄居町となる。
- 1961年（昭和36年）4月15日 - 埼玉県立寄居養護学校が開校する。
- 1989年（平成元年）7月1日 - 防災行政無線が開局される。
- 1997年（平成9年）- 寄居保健所が熊谷保健所と統合し埼玉県熊谷保健所寄居支所となる。
- 2001年（平成13年）3月 - 埼玉県立寄居こども病院が閉院する。
- 2004年（平成16年）8月3日 - 寄居養護学校が廃校となる。
- 2006年（平成18年） - 熊谷保健所寄居支所が熊谷保健所寄居分室に名称変更される。
- 2010年（平成22年） - 埼玉県熊谷保健所寄居分室が廃止される。
- 2013年（平成22年） - 本田技研工業埼玉製作所寄居完成車工場の稼働が始まる。
- 2018年（平成30年） - 町としては日本で初めて、中心市街地活性化基本計画が内閣総理大臣認定を受ける。[3]
- 2020年（令和2年）10月30日 - 東武東上線に町内9つ目の駅であるみなみ寄居駅が開業する。
- 2021年（令和3年）3月28日 - 関越自動車道寄居スマートICが全面開通する。[4]
- 2023年（令和5年）4月29日 - 寄居駅南口駅前拠点施設「Yotteco」「YORIBA」オープン

### 合併協議
大里地区（現、当町・深谷市・熊谷市）の枠組みで広域合併を検討していたが、2003年に破綻。後に深谷市・大里郡川本町・花園町・岡部町との合併協議会に参加したが、花園町との単独合併を目指し2004年に離脱。しかし、花園町は紆余曲折の末、深谷市・川本町・岡部町との合併協議への合流を決断し、2006年に深谷市との合併が成立。当町は取り残された形となった。さらには、当町と同様に熊谷市との協議から離脱し、単独町政を行っていた同じ大里郡の江南町が、財政難から結局熊谷市と合併。その後、当町は大里郡唯一の自治体として単独町政を続けている。

## 行政
- 町長：峯岸克明（2022年8月28日就任、1期目）

### 広域行政
一部事務組合
- 大里広域市町村圏組合：熊谷市、深谷市とともにごみ処理(収集運搬を除く)、介護保険の保険者に関する事務を処理している。

事務の委託
- 深谷市（深谷市消防本部）：消防・救急等の業務を委託している。

## 人口
| |                                        |  |
| 寄居町と全国の年齢別人口分布（2005年） | 寄居町の年齢・男女別人口分布（2005年） |  |
| ■紫色 ― 寄居町 ■緑色 ― 日本全国 | ■青色 ― 男性 ■赤色 ― 女性              |  |
| 寄居町（に相当する地域）の人口の推移 \| 1970年（昭和45年） \| 25,137人 \| \| \| 1975年（昭和50年） \| 25,846人 \| \| \| 1980年（昭和55年） \| 28,469人 \| \| \| 1985年（昭和60年） \| 31,720人 \| \| \| 1990年（平成2年） \| 33,659人 \| \| \| 1995年（平成7年） \| 36,880人 \| \| \| 2000年（平成12年） \| 37,724人 \| \| \| 2005年（平成17年） \| 37,061人 \| \| \| 2010年（平成22年） \| 35,776人 \| \| \| 2015年（平成27年） \| 34,081人 \| \| \| 2020年（令和2年） \| 32,374人 \| \| |                                        |  |
| 総務省統計局 国勢調査より |                                        |  |
| 1970年（昭和45年） | 25,137人                               |  |
| 1975年（昭和50年） | 25,846人                               |  |
| 1980年（昭和55年） | 28,469人                               |  |
| 1985年（昭和60年） | 31,720人                               |  |
| 1990年（平成2年） | 33,659人                               |  |
| 1995年（平成7年） | 36,880人                               |  |
| 2000年（平成12年） | 37,724人                               |  |
| 2005年（平成17年） | 37,061人                               |  |
| 2010年（平成22年） | 35,776人                               |  |
| 2015年（平成27年） | 34,081人                               |  |
| 2020年（令和2年） | 32,374人                               |  |

## 産業

### 工業
- 本田技研工業埼玉製作所寄居工場：2013年7月稼働開始[5]。年産25万台規模。フリード、インサイトなどの生産拠点。
- 彩の国資源循環工場
- ボッシュ 寄居工場

### 商業
- ベルク：スーパーマーケットチェーン。用土地区に物流センターが所在し、かつては本部も構えていた。長年、町内に店舗は構えていなかったが、中心部の藤崎そう兵衛商店跡地にフォルテ寄居店として開店した。

### 金融機関
- 埼玉りそな銀行寄居支店
- 武蔵野銀行寄居支店
- 埼玉縣信用金庫寄居支店
- 熊谷商工信用組合寄居支店
- ふかや農業協同組合
  - 寄居中央支店（寄居町大字桜沢1110-1）
  - 用土プラザ（寄居町大字用土1793-1）
  - 城南プラザ（寄居町大字鉢形105）
  - 男衾プラザ（寄居町大字富田152-7）

## 地域

### 公共施設

#### 県の施設
- 埼玉県立川の博物館
- 埼玉県環境整備センター
- 埼玉県寄居林業事務所
- 北部地域療育センター

過去に設置されていた施設
- 埼玉県企業局発電総合事務所
- 埼玉県熊谷保健所寄居分室
- 埼玉県立寄居こども病院

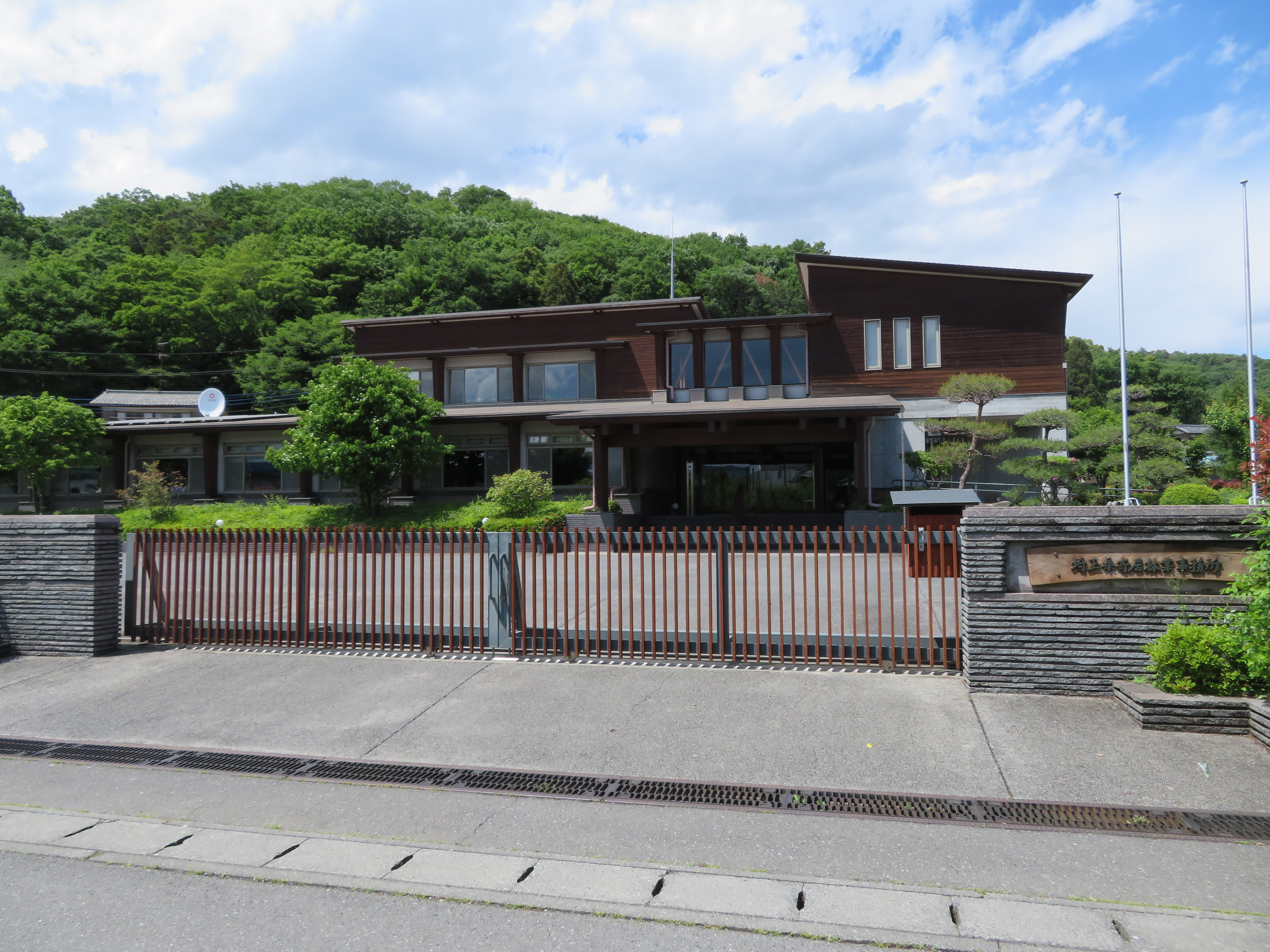
寄居林業事務所

- 埼玉県立寄居養護学校（廃校後、資料等は蓮田特別支援学校で保管・展示されている。）

#### 町の施設
- 男衾連絡所（令和5年12月28日をもって廃止）
- 用土連絡所（令和5年12月28日をもって廃止）
- 中央公民館
- 学校給食センター
- 町立図書館
- 無腸庵
- 寄居町生涯学舎（やまとぴあ風布）
- 総合体育館・アタゴ記念館
- カタクリ体育センター
- 農業ふれあいセンター
- 寄居町日本の里（風布館）
- 鉢形城歴史館・寄居町埋蔵文化財センター
- 寄居駅南口駅前拠点施設「Yotteco」
- 賑わい創出交流広場「YORIBA」

### 消防
- 深谷市消防本部
  - 花園消防署寄居分署
- 寄居消防団

### 警察
- 寄居警察署
  - 寄居駅前交番
  - 折原駐在所
  - 富田駐在所
  - 用土駐在所

### 電話番号
市外局番は大字秋山の一部を除き「048」。市内局番が「5XX」の地域との通話は市内通話料金で利用可能（熊谷MA）。大字秋山の一部の市外局番は「0493」で同一市外局番の地域との通話は市内通話料金で利用可能（東松山MA）。収容局は寄居局、寄居男衾局、埼玉花園局（以上熊谷MA）、東秩父局（東松山MA）。「5xx」から始まる市内局番は当町のほか、深谷市、熊谷市、行田市、羽生市、鴻巣市、北本市で使用されている。

### 郵政
郵便番号は町内全域が「369-12xx」（寄居郵便局が集配を担当）である。
- 寄居郵便局
  - 寄居末野郵便局
  - 寄居用土郵便局
  - 寄居桜沢郵便局
  - 鉢形郵便局
  - 男衾郵便局

## 教育

### 小学校
- 寄居町立寄居小学校
- 寄居町立桜沢小学校
- 寄居町立折原小学校
- 寄居町立鉢形小学校
- 寄居町立男衾小学校
- 寄居町立用土小学校

### 中学校
- 寄居町立寄居中学校
- 寄居町立城南中学校
- 寄居町立男衾中学校

### 高等学校
- 埼玉県立寄居城北高等学校

## 交通

### 鉄道路線
東日本旅客鉄道（JR東日本）
- 八高線
  - 折原駅 - 寄居駅 - 用土駅

東武鉄道
- 東上本線

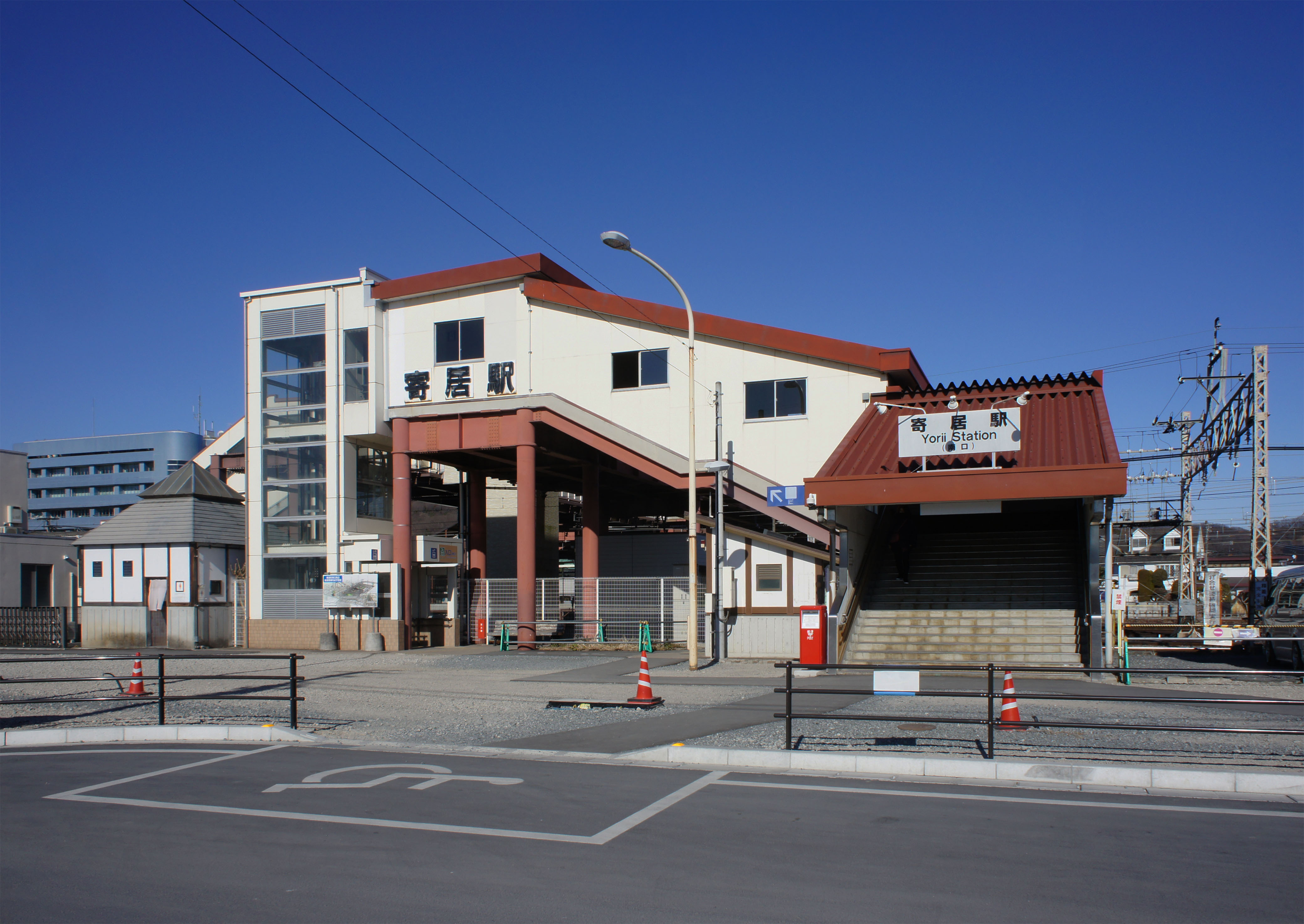
寄居駅 南口

  - 寄居駅 - 玉淀駅 - 鉢形駅 - 男衾駅 - みなみ寄居駅

秩父鉄道
- 秩父本線
  - 桜沢駅 - 寄居駅 - 波久礼駅

寄居町は、日本の町村で唯一、3つの鉄道事業者(東日本旅客鉄道・東武鉄道・秩父鉄道)が乗り入れている町である。

### 路線バス
- 県北都市間路線代替バス（武蔵観光）
  - 寄居車庫 - 寄居駅入口 - 深谷駅
  - 寄居車庫 - 寄居駅入口 - 本庄早稲田駅 - 本庄駅
- 東秩父村路線バス（イーグルバス）
  - 寄居駅 - 鉢形城歴史館 - 東秩父村役場 - 和紙の里
    - 和紙の里での乗り換えで小川町駅や白石車庫までバスで出ることが出来る。

### タクシー
タクシーの営業区域は県北交通圏で、熊谷市・深谷市・本庄市・行田市・加須市・羽生市などと同じである。

### 道路
高速道路

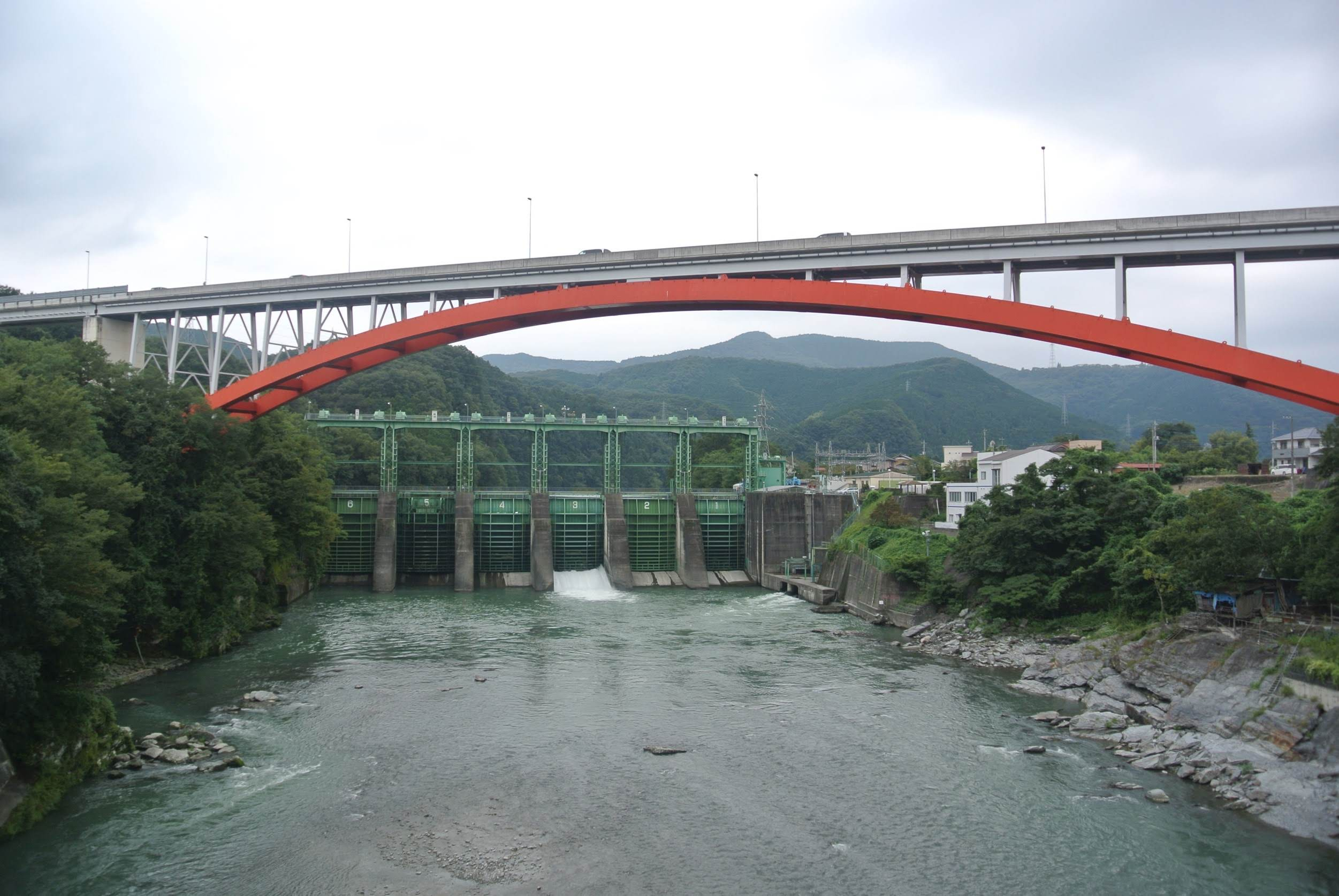
皆野寄居バイパス 末野大橋

- 関越自動車道：寄居スマートインターチェンジ（パーキングエリア）
関越道は西端及び北端を通過している。SIC/PAは北端の深谷市および美里町との境界付近（下り側は全区域町内だが、上り側はPA本体は深谷市内でSICの一般道との接続部は町内）に設けられており、元々はPAのみで、町内へは深谷市内の花園IC経由でのアクセスとなっていた（花園ICの本線出口標識の柱部に「寄居」単独表記の付属標識がある）。SICは、2019年に下り側、2021年に上り側が開通し、当町内から直接乗り降りできるようになった。

有料道路
- 寄居皆野有料道路（皆野寄居バイパス）

一般国道
- 国道140号
  - 国道140号バイパス
  - 皆野寄居バイパス

- 国道254号

県道
- 主要地方道
  - 埼玉県道81号熊谷寄居線
  - 埼玉県道62号深谷寄居線
  - 埼玉県道30号飯能寄居線
  - 埼玉県道82号長瀞玉淀自然公園線
  - 埼玉県道69号深谷嵐山線

- 一般県道
  - 埼玉県道265号寄居岡部深谷線
  - 埼玉県道296号菅谷寄居線
  - 埼玉県道274号赤浜小川線
  - 埼玉県道294号坂本寄居線
  - 埼玉県道349号広木折原線
  - 埼玉県道190号寄居停車場線
  - 埼玉県道253号鉢形停車場線
  - 埼玉県道252号東伴場地男衾停車場線
  - 埼玉県道175号小前田児玉線
  - 埼玉県道184号本田小川線

## 名所・旧跡・観光

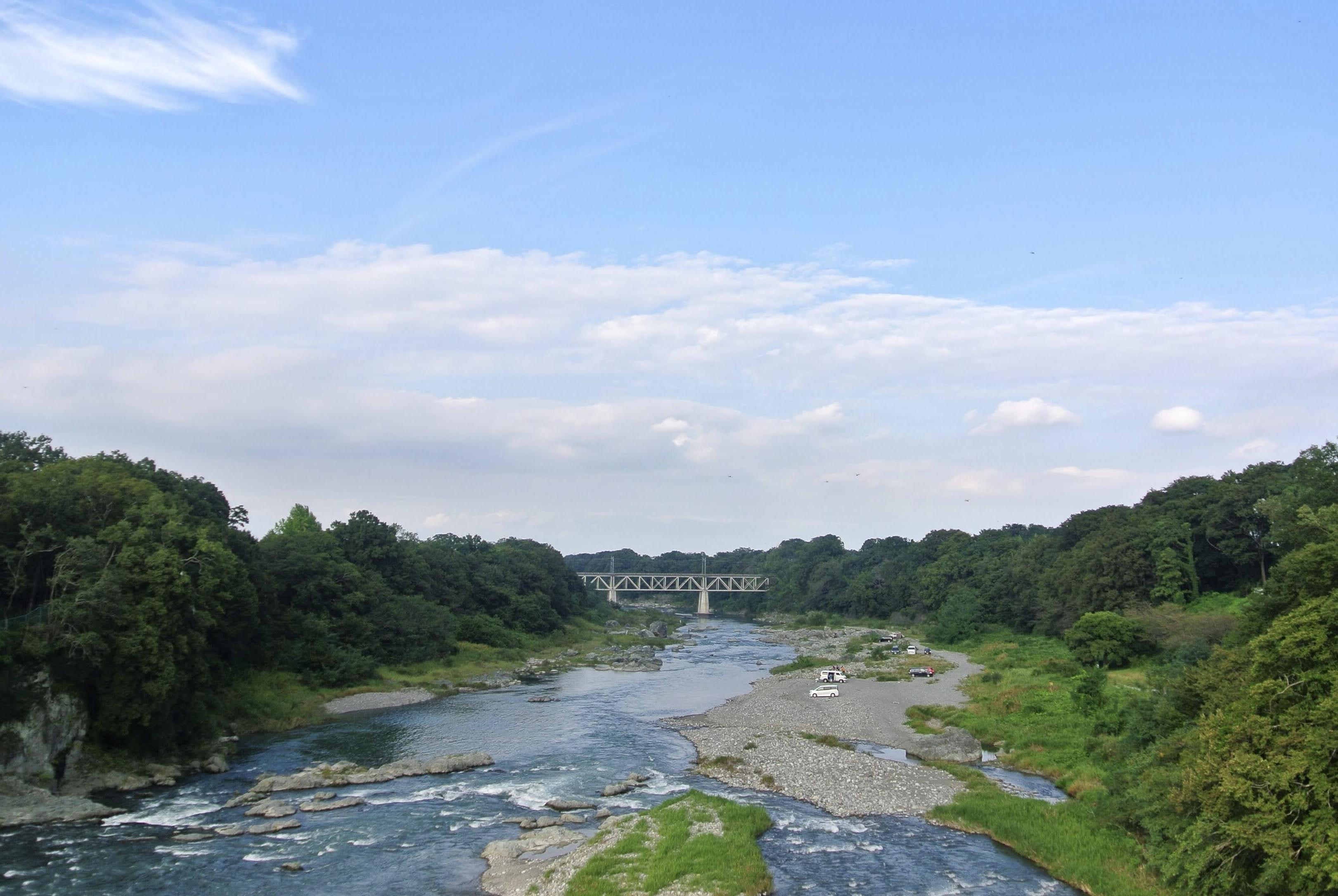
玉淀（県名勝）

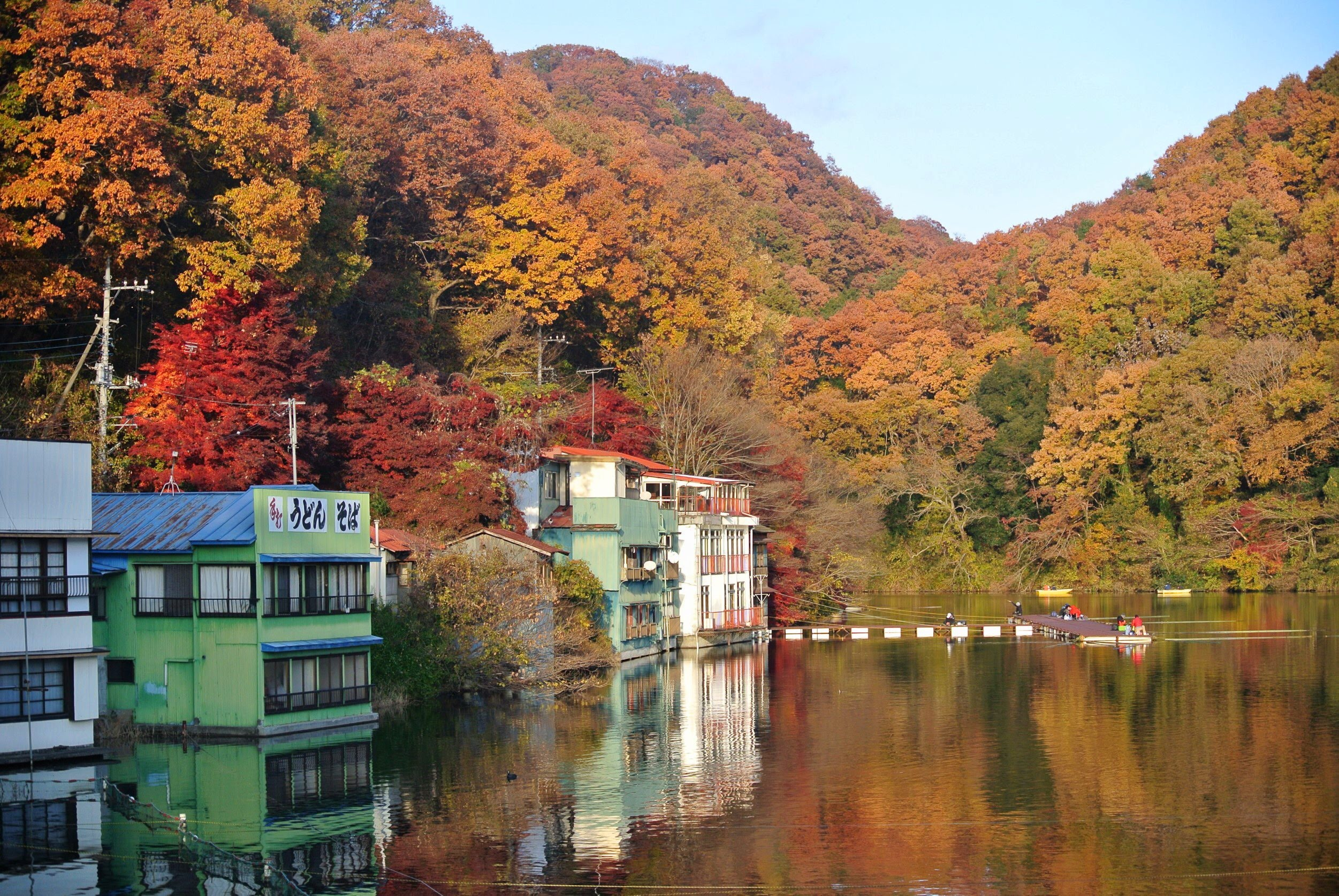
円良田湖

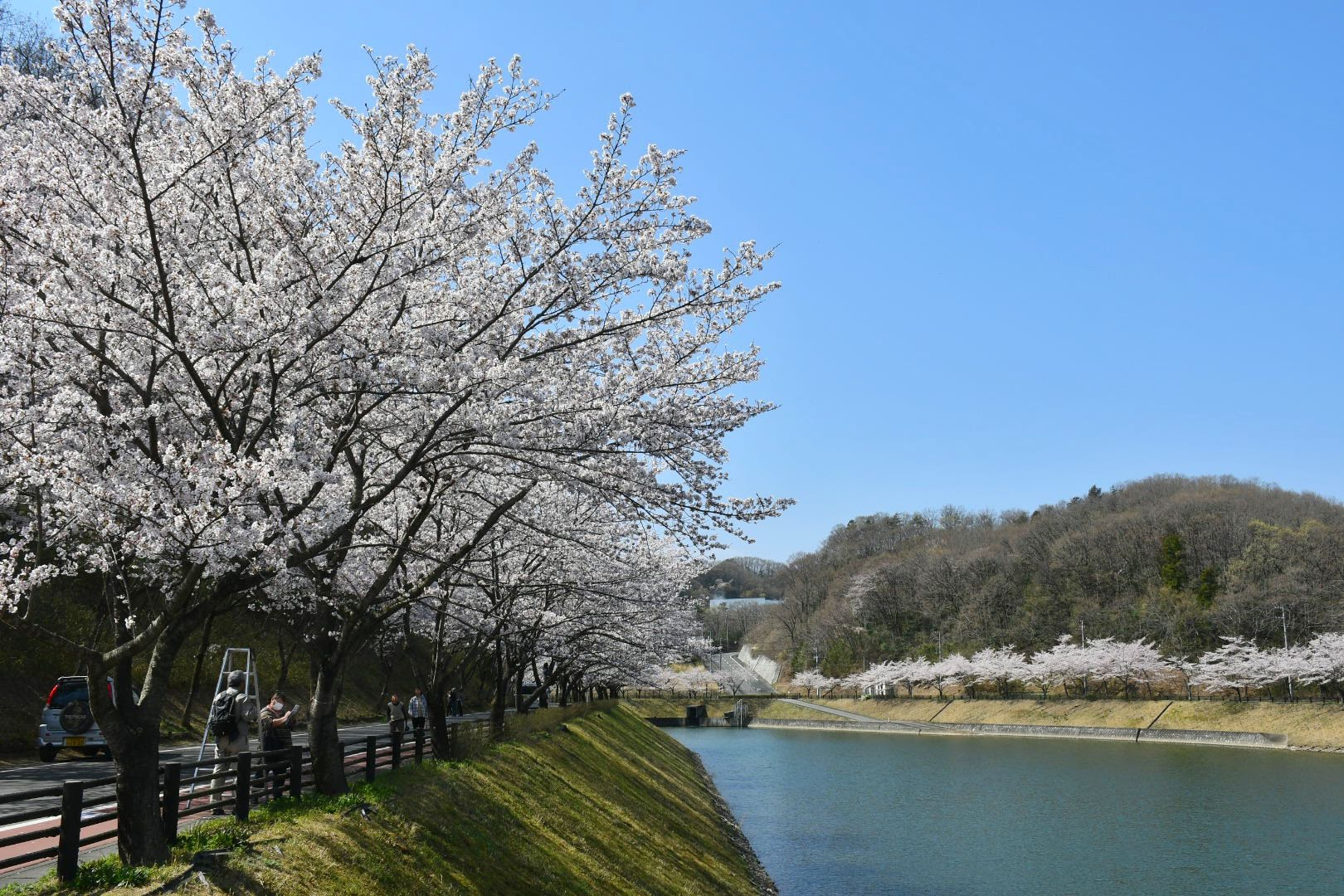
三ケ山緑地公園 桜並木

### 名所
- 玉淀（県名勝）
- 風布川・日本水（湧水・名水百選）
- 鉢形城跡（国の史跡・日本100名城）
- 鉢形城歴史館
- 雀宮公園（七代目松本幸四郎別邸跡地）[6]
  - 十代目松本幸四郎揮毫の「守破離」記念碑
- 埼玉県立川の博物館
- 風布・小林みかん山（観光みかん狩り）（風布みかん）
- 日本水日本の里　風布館
- 中間平緑地公園
- 五百羅漢・千体荒神（少林寺）
- 武州寄居七福神
- 十二支守り本尊霊場
- かわせみ河原
- 円良田湖（つぶらたこ）
- 玉淀ダム（玉淀湖）
- 風布川夫婦滝（めおとだき）
- 藤田康邦墓・北条氏邦墓・末野窯跡（県史跡）
- 田山花袋（漢詩碑）・宮沢賢治（歌碑）・佐々紅華（歌碑）
- 戦国ハーぶ〜丼（B級グルメ）
- 三ケ山緑地公園 桜並木[7]
- 町内にある採石場は、特撮のロケによく使われている。

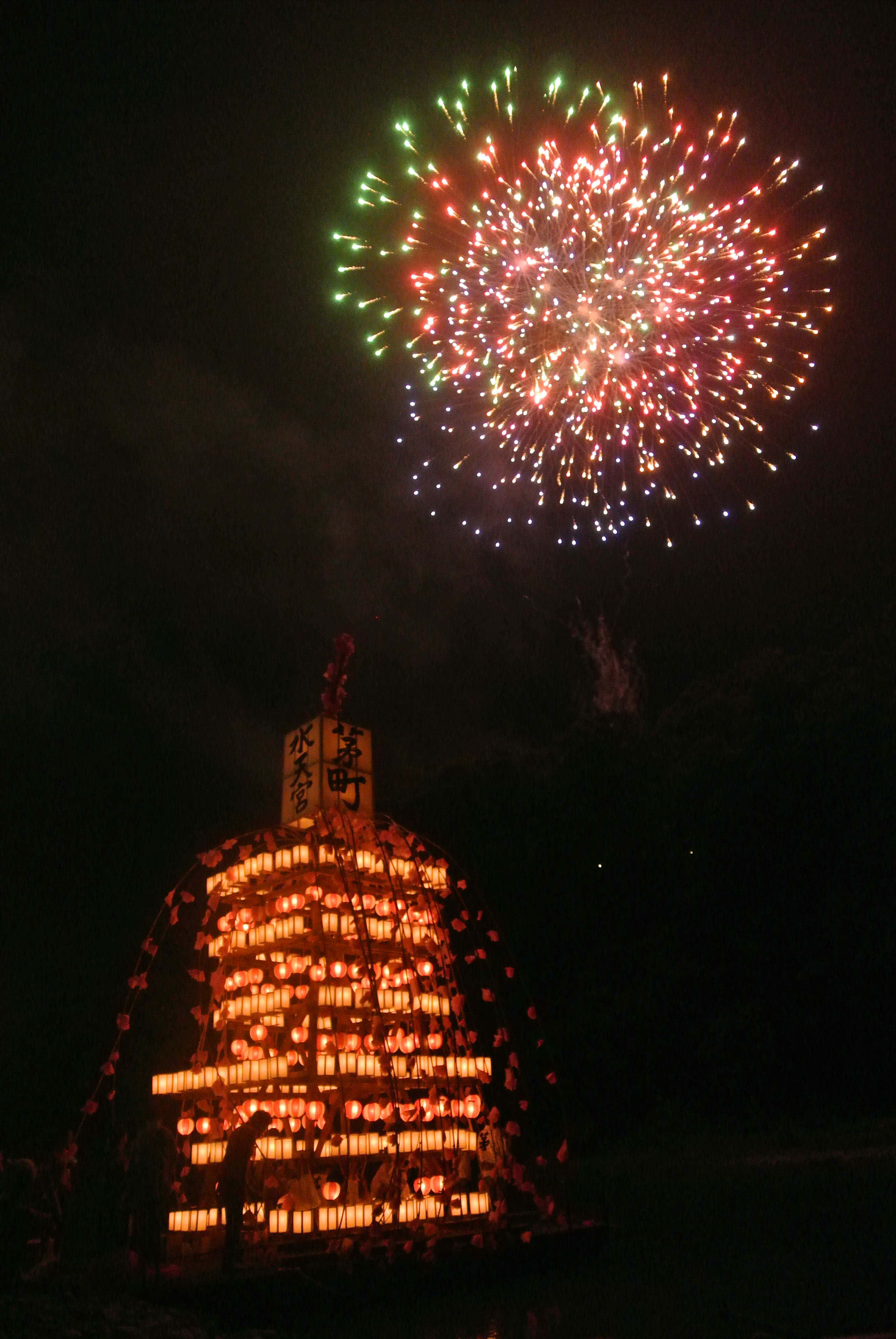
寄居玉淀水天宮祭（2018年）

### 祭事
- 寄居北條まつり（4月第2日曜）
- 寄居夏祭り（7月第2土曜、日曜）
- 寄居玉淀水天宮祭（8月第1土曜）
- 寄居宗像神社秋祭り（11月第1土曜、日曜）
- 寄居町産業文化祭・ふるさとの祭典市（11月中旬 土曜、日曜）
- 市神節分祭（2月3日 立春の日）

## 対外関係
- 八王子市（東京都）・小田原市（神奈川県）
  - 2016年10月1日姉妹都市盟約
寄居町、小田原市、八王子市は戦国大名の北条氏一族が納めていた縁や、近年の圏央道の開通に伴い結び付きが強くなった事から姉妹都市締結となった。
- メアリーズビル （オハイオ州）
  - 本田技研工業の工場が両都市にあることから2013年からパートナー提携した

## 著名な出身者

### 経済人
- 松崎半三郎（森永製菓社長）

### 学者
- 押田茂實（法医学者）
- 鳥塚賀治 (物理学者)

### スポーツ
- 川辺隆弥（元プロサッカー選手）
- 新井千鶴（柔道家、東京オリンピック金メダリスト）
- 曽根康治（柔道家）
- 原口文仁（プロ野球選手、阪神タイガース）
- 設楽啓太（陸上競技選手）
- 設楽悠太（陸上競技選手）

### 文化人
- 岩井昇山（日本画家）
- 花輪和一（漫画家）

### 芸能人
- 中村英将（お笑い芸人、ゆったり感）
- 馬場俊英（シンガーソングライター）
- 柳家さん助 (2代目)（落語家）